# علاج بالموسيقى
العلاج بالموسيقى هو علاج صحي مبني على التفاعل مع الموسيقى من أجل تحقيق أهداف معينة في صحة الشخص المقابل ولكن يجب أن يكون الشخص الآخر مؤهل لذلك وموافق على برنامج العلاج بالموسيقى.
العلاج بالموسيقى عبارة عن عملية يقوم خلالها المختص بالعلاج الموسيقي باستخدام الموسيقى وكل من جوانبها البدنية والعاطفية والعقلية والاجتماعية والجمالية والروحية لتحسين الحالة العقلية والبدنية للمريض، وهو أحد العلاجات الساندة للعلاجات الطبية الأخرى. بصورة أساسية المعالِجون بالموسيقى يساعدون المرضى لتحسين الصحة في عدة مجالات مثل العمل المعرفي، مهاراتهم الحركية، والعاطفي، والمهارات الاجتماعية، ونوعية الحياة، عبر استخدام المجالات الموسيقية مثل حرية الارتجال أو الغناء أو الاستماع وذلك لتحقيق أهداف العلاج.

## التاريخ
استخدمت الموسيقى كعلاج منذ قرون. العلاج بالموسيقى كان يمارس في العصور القديمة لطرد الأرواح الشريرة. فمثلاً يعتبر أبولو أحد آلهة الأغريق القدماء إلهاً للموسيقى والطب. أسقليبيوس بدوره أشار إلى استخدام الموسيقى في علاج أمراض العقل، الموسيقى كذلك استخدمت كعلاج في المعابد المصرية. أفلاطون قال أن الموسيقى يمكن أن تؤثر على العواطف وبالتالي يمكن أن تؤثر على طبيعة الفرد أما أرسطو فقد اعتقد أن الموسيقى تؤثر على الروح ووصف الموسيقى كقوة تطهر المشاعر. كورنيليوس استخدم صوت الصنج النحاسي والماء لعلاج الاضطرابات النفسية.

## انتشاره
يوجد العلاج بالموسيقى في الولايات المتحدة الأمريكية منذ عام 1944 عندما تم إنشاء أول برنامج يدرس في العالم من قبل جامعة ميتشجن وأول برنامج للخريجين في جامعة كنساس.

## أساليبه
- العلاج بالموسيقى التحسيني
- الغناء والمناقشة
- الوصف التصويري والموسيقى الموجهة
- اسلوب شولفيرك
- التدخل الايقاعي الافضائي
- علم الموسيقى الحيوية
- علم الموسيقى العصبي
- علم النفس الموسيقي

## وصلات خارجية
- مقالة عن تريخ العلاج بالموسيقى جريدة الاتحاد الإمارات العربية المتحدة الملحق الثقافي بتاريخ الخميس 30\10\2014